# 曼努埃尔·特谢拉·戈麦斯
曼努埃尔·特谢拉·戈梅斯（葡萄牙語：Manuel Teixeira Gomes，葡萄牙語發音：[mɐnuˈɛl tɐjˈʃɐjɾɐ ˈɣomɨʃ]，1860年5月27日—1941年10月18日），是葡萄牙第一共和国时期的政治家、作家和外交官。1923年10月5日，戈梅斯代表民主党当选为第七任葡萄牙总统。之后因无力平息政潮，他于1925年12月11日以健康欠佳为由辞职，旋即流亡海外并于1941年在贝贾亚去世。